# 上野喜左衛門 (5代)

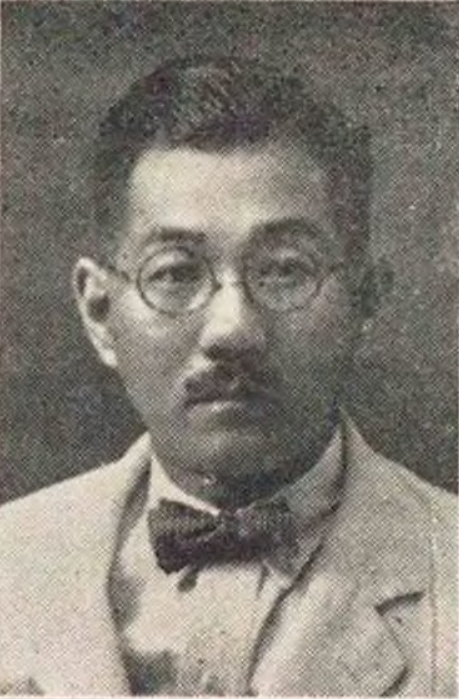
5代 上野喜左衛門

5代 上野 喜左衛門（うえの きざえもん、1901年（明治34年）8月6日 - 1971年（昭和46年）8月9日）は、大正から昭和時代の政治家、実業家。貴族院多額納税者議員、参議院議員。南国殖産、南国交通、長崎自動車などの創業者。

## 経歴
豪商・先代上野喜左衛門の長男として鹿児島県薩摩郡隈之城村大字東手の向田（のちの川内市（現薩摩川内市）向田町）に生まれ、父の死去に伴い1921年（大正10年）家督を相続し、前名次郎七を改め襲名する。
1920年（大正9年）東京商科大学（現一橋大学）予科に入学し、1927年（昭和2年）に同大学を卒業する。キッコーマンの茂木啓三郎とは大学時代からの親友。
1925年（大正14年）川内電気社長となる。ついで日本水電副社長、南国興業、南国交通、静岡瓦斯、唐津瓦斯、鹿児島油糧、鹿児島自動車配給、南国殖産などの社長のほか、商工、農商各省委員などを歴任した。ほか、西薩殖産銀行監査役、笠砂電気社長、宮崎瓦斯、鹿児島郵船、鹿児島朝日新聞、大日本酒精各監査役などを務めた。また、鹿児島県外では長崎県に進出し、雲仙市で雲仙小浜自動車を運営、更に1936年（昭和11年）には現在の長崎市にあたる地域で長崎茂木乗合自動車（のちの長崎自動車）の設立に携わっている。
1932年（昭和7年）鹿児島県多額納税者として貴族院議員に互選され、同年9月29日から1947年（昭和22年）5月2日の貴族院廃止まで2期在任した。貴族院議員時代は研究会に属した。戦後は1947年（昭和22年）4月の第1回参議院議員通常選挙に鹿児島県地方区から立候補し当選（補欠、任期3年）し緑風会に所属した。同年、公職追放となり、同年7月4日に辞職し参議院議員を1期務めた。
1954年（昭和29年）鹿児島商工会議所会頭に就任し6期14年在任。また同年、鹿児島県公安委員長に就任している。1959年（昭和34年）に長年、電気ガス事業普及開発に努め発展に寄与したとして藍綬褒章受章。
1971年（昭和46年）8月9日、死去した。70歳没。同月11日、特旨を以て位記を追賜され、死没日付をもって勲三等から正四位勲二等に叙され、瑞宝章を追贈された。

## 伝記
- 上野喜左衛門伝記編さん委員会編『気まま一代：上野喜左衛門伝』一水会、1975年。

## 親族
- 長男 上野喜一郎（南国殖産社長）[3]
- 孫 上野総一郎（南国殖産社長）[14]
- 弟 上野次郎男（積水化学工業社長）・上野次郎吉（静岡ガス社長）・上野四男（川内商工会議所会頭）[3]
- 甥 永山在紀（南国殖産社長）[6]
- 父の従弟 上野十蔵（中外製薬創業者）[15]